# Карааульський сільський округ
Караау́льський сільський округ (каз. Қарауыл ауылдық округі, рос. Карааульский сельский округ) — адміністративна одиниця у складі Абайського району Абайської області Казахстану. Адміністративний центр та єдиний населений пункт — село Карааул.
Населення — 5717 осіб (2021; 5010 у 2009, 5403 у 1999, 5418 у 1989).
Станом на 1989 рік існувала Караульська сільська рада (село Караул).